# 庇隆短額鮃
庇隆短額鮃為輻鰭魚綱鰈形目鰈亞目鮃科的其中一種，為熱帶海水魚，分布於中西太平洋Chesterfield及Bellona海底平原，棲息深度67-80公尺，體長可達7.2公分，棲息在沙底質底層水域，以底棲生物為食，生活習性不明。

## 扩展阅读
維基物種上的相關：庇隆短額鮃